# Thrichomys
Thrichomys là một chi động vật có vú trong họ Echimyidae, bộ Gặm nhấm. Chi này được Trouessart miêu tả năm 1880. Loài điển hình của chi này là Nelomys apereoides Lund, 1839.

## Hình ảnh

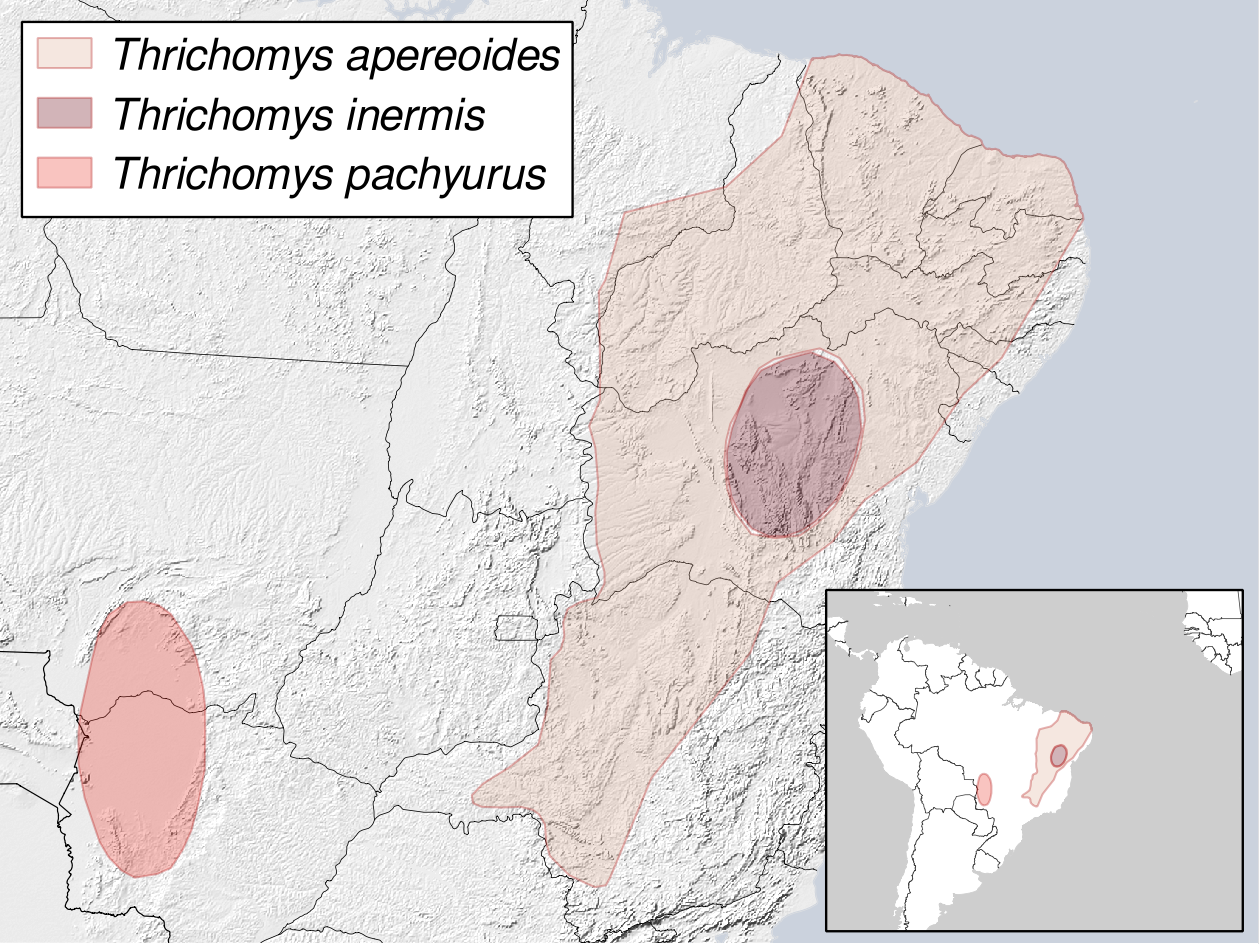

## Các loài
Chi này gồm các loài: